# Benamar Meskine
Benamar Meskine (en arabe : بن عمار مسكين) est un boxeur algérien né le 6 juin 1973 en Algérie. Il a représenté l'équipe d'Algérie aux Jeux olympiques d'été de 2004.

## Biographie
Il a participé aux Jeux olympiques d'été de 2004 pour son pays natal mais s'est incliné dès son premier combat dans la catégorie des poids welters (- 69 kg) contre l'américain Vanes Martirosyan.
Meskine s'est qualifié pour les Jeux d'Athènes en remportant la médaille d'or au 1er tournoi de qualification olympique Africain de l'AIBA en 2004 à Casablanca, au Maroc. En finale, il a battu le local Ait Hammi Miloud. Meskine a remporté la médaille de bronze dans la même catégorie un an plus tôt  aux Jeux africains à Abuja, au Nigéria.

### Palmarès
- Médaillé d'or dans la catégorie poids super-welters aux championnats d'Afrique de boxe amateur 2001 à Port-Louis.
- Médaillé d'or dans la catégorie poids welters aux championnats d'Afrique de boxe amateur 2003 à Yaoundé.
- Médaillé d'argent dans la catégorie poids super-welters aux Jeux méditerranéens 2001 à Tunis.
- Médaillé de bronze dans la catégorie poids welters aux Jeux africains de 2003 à Abuja.
- Médaillé de bronze dans la catégorie poids welters aux Jeux afro-asiatiques de 2003 à Hyderabad.
- Médaillé de bronze dans la catégorie poids welters aux championnats d'Afrique de boxe amateur 1998 à Alger.